# Tóth Péter-ház
A Tóth Péter-ház egy eklektikus palota Szeged belvárosában. Az Újszeged felől a régi hídon át a városba érkezőket ennek az épületnek a látványa fogadja. A rossz műszaki állapotban lévő épület műemléki védelem alatt áll.
Az épület telkét Tóth Péter fűszerkereskedő 1881-ben vásárolta meg a várostól. A telek a Híd utca, Roosevelt tér és Victor Hugo utca által határolt háztömb mintegy felét foglalja el. Egy évvel később A Tóth házaspár egy U alakú épület terveit nyújtotta be a város számára jóváhagyásra. A palota terveit Bálint Sándor szerint Jiraszek Nándor készítette, akinek vállalkozása az épület kivitelezésében is vezető szerepet játszott. Az épületben az eredeti tervek szerint lakások és az utcára nyíló üzletek kaptak helyet; az üzletház első boltja 1883 májusában megnyitott. A lakhatási engedély 1884-ből származik. Az épület pezsgő üzletházként működött a 19. század utolsó évtizedeiben, a korszakot jellemző iparosműhelyek és kisebb boltok kaptak benne helyet: kalapos, cukrász, szűcsmester. Az emelet egy részét a főispán reprezentatív lakása foglalta el. A világháború utáni nagy lakáshiány idején a nagy alapterületű polgári lakásokat több apróbb lakásra osztották fel.
A rendszerváltozás után az épületet több szervezet is a saját tulajdonának tekintette az épületet. Az létesítmény többségi tulajdonosa a magyar állam volt, de jelentős kisebbségi tulajdoni hányaddal rendelkezett a római katolikus egyház. Ugyanakkor Szeged város, illetve Csongrád-Csanád megye önkormányzatai is tulajdonosnak tekintették magukat és tulajdonosi joguknak peres úton kíséreltek meg érvényt szerezni. A rendezetlen tulajdoni viszonyok miatt egyik szervezet sem mert komolyabb felújítási munkákba fogni az épületben, így az évről évre rosszabb műszaki állapotba került. A 2000-es években a palota három lakását lakták, a földszinti üzletek azonban jobbára hasznosítás nélkül kallódtak: időszakosan Tourinform iroda és egy EU-s tájékoztatási pont működött bennük.
Az épület több híres szegedinek is otthona volt. Itt lakott Kószó Péter országgyűlési képviselő, Habermann Gusztáv történész és Arató Pál, a rádió zenei főosztályvezetője.